# 아이톨리아

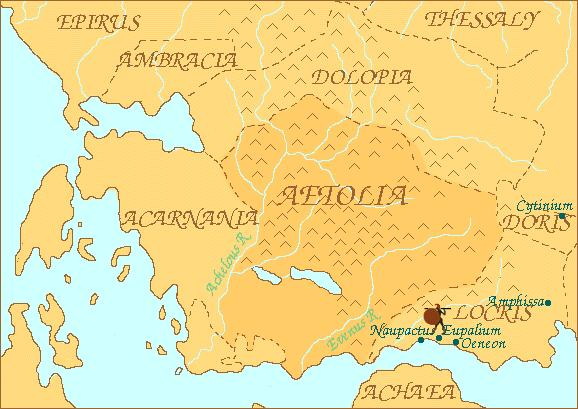
고대 아이톨리아의 영역 지도

아이톨리아(고대 그리스어: Αἰτωλία, 라틴어: Aitōlía)는 고대 그리스의 지방 중 하나이다. 라틴어에서는 아에톨리아(Aetolia), 현대 그리스어에서는 에트리아(Αιτωλία / Aitolía)이라고 부른다. 코린토스 만 북쪽의 산악 지방을 말하며, 현재의 에톨로아카르나니아 현의 동부에 해당한다.

## 지리
아켈루스강을 사이에 두고 서쪽으로 아카르나니아가 있고 북쪽으로는 이피로스 주와 테살리아가, 동쪽으로 로크리스 서부, 남쪽으로는 코린토스 만이 있다.
고대 아이톨리아는 2개의 지역으로 나뉘어 있었다. 아켈루스강에서 에베누스 강의 칼리돈까지 서부 지역을 구 아이톨리아, 칼리돈에서 로크리스 서부까지 동부 지역을 신 아이톨리아(즉 나중에 획득한 아이톨리아)라고 부른다. 국토는 해안 평지 부분은 비옥한 편이지만, 산악부는 농업에 적합하지 않다. 야수가 많아, 그리스 신화에서는 칼리돈의 멧돼지 사냥의 무대로도 유명하다.

## 역사
처음에는 쿠레테스인(Curetes)과 레레게스인(Leleges)으로 알려진 사람들이 거주했지만, 조상이 된 것은 아이톨로스가 이끄는 그리스가 엘리스에서 식민지를 구축하면서 부터이다. 할리카르나수스의 디오니시우스는 아이톨리아의 옛 이름을 쿠레테스인, 로크리스인의 옛 이름을 레구레스인이라고 부르고 있다. 아이톨리아는 토아스 왕의 지휘 아래 트로이아 전쟁에 참가했다.
아이톨리아는 이른 시대에 아이톨리아 동맹을 결성했고, 그것은 곧 강력한 군사 동맹되었다. 원래는 필리포스 2세의 통치 기간에 아이톨리아 여러 도시가 상호 방어와 이익을 위해 만든 것이었지만, 마케도니아 왕국과 아카이아 동맹에 필적하는 것으로 바뀌었다. 아이톨리아 동맹은 당시 만들어진 정치 조직 중에서도 가장 뛰어난 조직 중 하나였다.
아카이아 동맹과 다른 동맹 도시 간에 패권을 둘러싼 갈등이 있었지만, 아이톨리아에 민주주의를 인정하고, 연 2회 경기 대회와 동시에 회의가 개최되어 많은 시민이 참가했다. 아이톨리아 동맹은 로마공화정에 맞서 안티오코스 3세에게 붙었지만, 기원전 189년, 안티오코스 3세가 로마에 패배하면서 로마의 지배하에 놓였다. 기원전 146년에 루키우스 뭄미우스의 아카이아 정복 후 아이톨리아는 로마의 아카이아 속주의 일부가 되었다.
중세에 아이톨리아는 동로마 제국의 일부가 되었고, 이후의 지배권은 오스만 제국으로 넘어갔다. 그러나 식민지의 실패 후 터키는 노예와 자원을 빼앗아 아이톨리아를 떠났다.

## 같이 보기
- 아이톨리아 동맹